# Велин Андреев
Велин Владимиров Андреев е български художник-карикатурист.

## Биография
През 1954 година завършва специалност графика във ВИИИ „Николай Павлович“ в класа на проф. Илия Бешков. От 1952 година е художник, а от 1954 – редактор на вестник „Стършел“. Карикатурите му са основно на социално-битова и морално-етична тематика.
Андреев участва в изложби на българската карикатура в София и Габрово, и в чужбина: Берлин (1957), Варшава (1962). През септември 2010 година прави в София съвместна изложба, озаглавена „Класици на българската карикатура“, заедно с Генчо Симеонов, Иван Веселинов, Милко Диков и Стоян Дуков.
Изявява се и като илюстратор на множество книги, сред които:
- 1954 – „Бяло и черно“ на Павел Незнакомов,
- 1958 – „Мълчи, жено, да мълчим!“ на Николай Широв-Тарас,
- 1964 – „Кога пеят славеите“ на Митко Горчивкин,
- 1967 – „Хитрият гост“ на Андрей Германов,
- 1969 – „Поличба“ на Черемухин.